# Panhard & Levassor 30CV e 35CV
Con le sigle 30CV e 35CV, applicate alla produzione della Casa automobilistica francese Panhard & Levassor, si intendono due famiglie di autovetture della fascia di lusso presenti nei listini Panhard & Levassor dal 1901 al 1930.

## Profilo e storia
Tali famiglie, assieme alle altre due famiglie 20CV e 24CV, costituivano la fascia della vetture di lusso della gamma Panhard & Levassor nei primi 30 anni del Novecento. Tale fascia andava a posizionarsi subito sotto la fascia delle vetture di gran lusso, rappresentata dalle famiglie 50 e 65CV. La maggior parte dei modelli prodotti nei primi tre decenni del XX secolo (tanto durò la produzione Panhard & Levassor di vetture da 30 e 35 CV fiscali) appartenevano alla fascia superiore (35 CV fiscali), ma nel corso di tale periodo vennero di tanto in tanto introdotti alcuni modelli da 30 CV fiscali in modo da integrarne la gamma. E in ogni caso, fu proprio un modello da 30 CV fiscali a debuttare per primo nella gamma Panhard & Levassor. Di seguito viene descritta l'evoluzione di questi modelli.

### La Type G
La saga delle Panhard & Levassor da 30 e 35 CV fiscali cominciò nel luglio del 1901 con il lancio della Type G, una vettura da 30 CV fiscali equipaggiata con un 4 cilindri in linea della famiglia Centaure da 6898 cm3 di cilindrata. Come in tutte le autovetture dell'epoca, il telaio era del tipo a longheroni e traverse in acciaio, con sospensioni ad assale rigido e molle a balestra. Il cambio era di tipo manuale a 4 marce con trasmissione a catena. Nel 1902 il motore della Type G venne dotato di un nuovo carburatore a regolazione automatica inventato e realizzato personalmente dal direttore tecnico della casa di avenue d'Ivry, Arthur Krebs. Sempre durante il 1902, la Type G passò a 35 CV di potenza fiscale, dando così inizio alla storia delle Panhard & Levassor di tale fascia fiscale.

### I primi modelli da 35 CV
La Type G proseguì la sua carriera commerciale per altri tre anni circa: nei primi mesi del 1905 la produzione cessò e questo modello venne sostituito dalla Type O, nella quale il motore mantenne lo stesso frazionamento e la medesima cilindrata, ma si trattò di fatto di un motore S4L appartenente alla famiglia dei motori Centaure allégé. Anche il cambio a 4 marce subì alcuni aggiornamenti. Alla fine del 1905, la Type O venne sostituita dalla Type U1 35CV, disponibile anche nella versione da 24 CV fiscali (con motore da 5313 cm3) ed equipaggiata con un nuovo 4 cilindri in linea da 7360 cm3. Tale motore era caratterizzato anche da altri aggiornamenti, come gli assi a camme racchiusi in un carter d'alluminio e lubrificati costantemente e l'albero a gomiti su 5 supporti di banco con amovibili nella metà inferiore, in modo da rendere possibile lo smontaggio dell'albero a gomiti stesso senza dover sollevare l'intero propulsore. Nel mese di giugno del 1909, alla Type U1 venne affiancata la Type U5, una vettura da 30 CV fiscali equipaggiata con un 6 cilindri, in questo caso da 4950 cm3. Tale modello, dopo pochi mesi, vale a dire alla fine del 1909, venne spostato al segmento delle vetture da 24 CV fiscali. Nell'aprile del 1910, la Type U1 venne nuovamente affiancata, ma in seguito anche sostituita dalla Type Y, sempre con motore a 6 cilindri, oramai divenuto uno status symbol per le vetture ai massimi livelli della gamma Panhard & Levassor. Il motore della Type Y aveva una cilindrata di 6597 cm3, con una cilindrata unitaria di ben 1,1 litri. Vale la pena ribadire che tutti i modelli citati finora montavano una trasmissione a catena. Alla Type Y da 35 CV fiscali si affiancò a sua volta la Type U8 da 30 CV fiscali, lanciata anch'essa nei primi mesi del 1910 e spinta da un motore simile a quello della Type U5, ma con alcuni aggiornamenti di dettaglio, un modello che a partire dall'inizio del 1911 verrà anch'esso spostato nella fascia delle vetture da 24 CV fiscali. Quanto alla Type Y, nel corso del 1912 essa verrà a sua volta spostata nella poco rappresentata fascia di vetture da 28 CV fiscali dove rimarrà fino al termine della sua produzione, avvenuta nel corso del 1915.

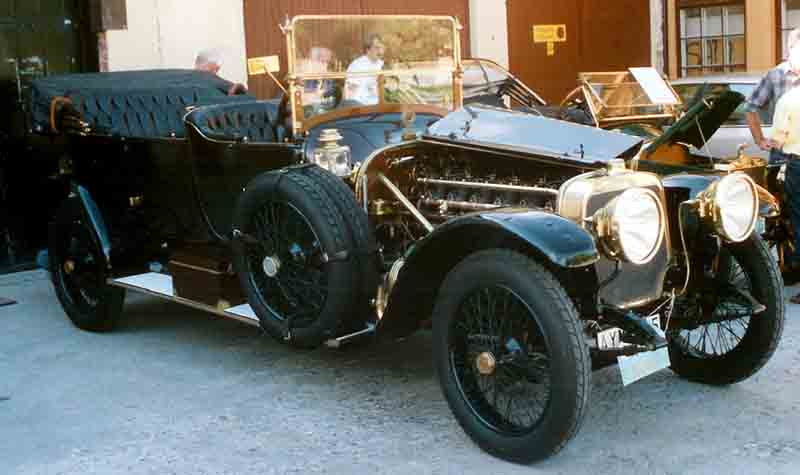
Panhard & Levassor Type X18

Tutta questa serie di cambiamenti nella classificazione fiscale di questi modelli, un rimescolamento che coinvolse anche altri modelli della gamma, ebbe come effetto quello di ridimensionare drasticamente la parte alta della gamma stessa, dove scomparvero praticamente tutti i modelli fino a quel momento prodotti, a tal punto che la neonata Type X18 da 30 CV fiscali, lanciata nel luglio del 1912, divenne la nuova top di gamma quando fino a due anni prima tale ruolo era affidato alla Type U4 da ben 65 CV fiscali e motore da 12 litri. La Type X18 fu la prima Panhard & Levassor nel suo segmento a montare finalmente la più moderna trasmissione a giunto cardanico, ma soprattutto a montare il nuovo motore RK6F con valvole a fodero, realizzato su brevetto Knight. Tale motore rimase fedele all'architettura a 6 cilindri in linea e mantenne anche il vecchio valore di cilindrata, che rimase sempre di 6597 cm3. Nell'ottobre del 1913, invece, vi fu il ritorno di un modello da 35 CV fiscali, ossia la Type X24, anch'essa equipaggiata con un motore avalve, ma da 7360 cm3 di cilindrata. Nonostante la cilindrata maggiore rispetto a quella della Type X18, il motore della Type X24 era frazionato in appena 4 cilindri, per una cilindrata unitaria di ben 1840 cm3.

### Gli anni '20 e gli ultimi modelli

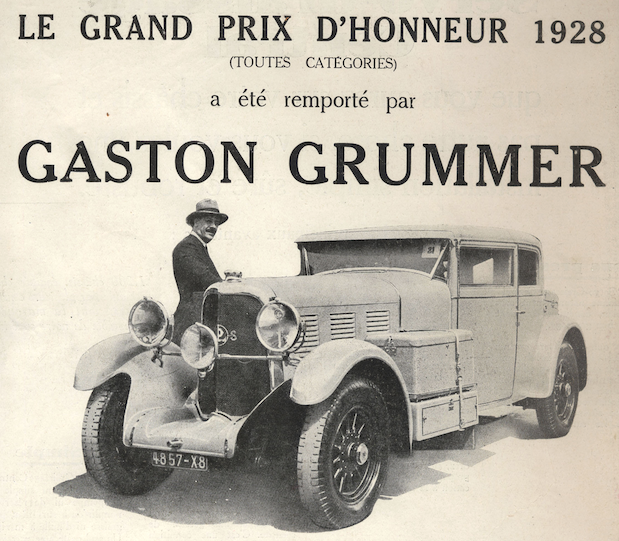
Brochure della Type X54

Mentre la Type X18 venne tolta di listino nel luglio del 1914, in concomitanza con lo scoppio della prima guerra mondiale, la Type X24 rimase in produzione fino a dopo la fine del conflitto, unica rappresentante delle Panhard & Levassor da 30 e 35 CV fiscali, dal momento che, come già detto, la Type Y era stata da tempo spostata al segmento delle vetture da 28 CV fiscali. Ma quando anche la Type X24 scomparve dai listini, ossia nel novembre del 1919, per due anni e mezzo non si ebbero più modelli di lusso nella gamma della casa di avenue d'Ivry, i cui modelli top di gamma non arrivarono che a 20 CV fiscali. Fu infatti solo nel maggio del 1922 che si ebbe un ritorno della Panhard & Levassor in tale segmento, con il lancio della Type X38, primo modello della casa parigina a montare un motore a 8 cilindri, in questo caso con una cilindrata di 6350 cm3. Tale modello rimarrà in listino fino al 1930, anche se nel corso dei suoi otto anni di carriera commerciale evolverà assumendo altre sigle: la Type X42 sostituirà nel 1923 la Type X38 differenziandosene sostanzialmente per la presenza dei freni anche all'avantreno e per la misura del passo allungata. Analogamente, alla fine del 1924 la Type X42 evolverà nella Type X54, dotata di un nuovo sistema di avviamento che comportò una nuova dinamo montata all'uscita dell'abero a gomiti e di conseguenza una calandra modificata per poter ospitare tale dispositivo. Le prime consegne della Type X54, tuttavia, non si ebbero che nella primavera del 1925. Fu questa l'ultima evoluzione nel segmento delle Panhard & Levassor da 35 CV. La produzione della Type X54 cessò nel luglio del 1930. Tre mesi dopo, al suo posto verrà introdotta la 8DS.

### Tabella riepilogativa
Di seguito vengono riepilogate le caratteristiche relative ai modelli da 30 e 35 CV fiscali prodotti dalla Panhard & Levassor nel corso degli anni:
| Panhard & Levassor 30CV e 35CV (1901-30)          |        |            |                  |                             |                    |                    |
| Modello                                           | Motore | Cilindrata | Trasmissione     | Cambio/ N° rapporti         | Anni di produzione | Esemplari prodotti |
| Modelli da 30 CV fiscali con valvole tradizionali |        |            |                  |                             |                    |                    |
| Type G 30CV                                       | O4L    | 6898       | Catena           | Type KC, manuale a 4 marce  | 07/1901-1902       | 22                 |
| Type U5                                           | W6R    | 4950       | Catena           | Type KR, manuale a 4 marce  | 06/1909-12/1909    | 22                 |
| Type U8                                           | V6R    | 4950       | Catena           | Manuale a 4 marce           | 02/1910-12/1910    | 4                  |
| Modelli da 30 CV fiscali con valvole a fodero     |        |            |                  |                             |                    |                    |
| Type X18                                          | R6KF   | 6597       | Giunto cardanico | Manuale a 4 marce           | 07/1912-07/1914    | 30                 |
| Modelli da 35 CV fiscali con valvole tradizionali |        |            |                  |                             |                    |                    |
| Type G 35 CV                                      | O4L    | 6898       | Catena           | Type KC, manuale 4 marce    | 1902-12/1903       | 25                 |
| Type G 35 CV                                      | O24L   | 6898       | Catena           | Type KC, manuale 4 marce    | 1904-05            | 4                  |
| Type O                                            | S4L    | 6898       | Catena           | Type KCB, manuale a 4 marce | 02/1905-01/1906    | 59                 |
| Type U1 35CV                                      | Z4L    | 7360       | Catena           | Type KS, manuale a 4 marce  | 01/1906-12/1909    | 335                |
| Type U1 35CV                                      | T4L    | 7360       | Catena           | Type KS, manuale a 4 marce  | 01/1910-07/1910    | 18                 |
| Type Y                                            | V6F    | 6597       | Catena           | Manuale a 4 marce           | 04/1910-12/1911    | 48                 |
| Modelli da 35 CV fiscali con valvole a fodero     |        |            |                  |                             |                    |                    |
| Type X24                                          | SK4L   | 6597       | Giunto cardanico | Manuale a 4 marce           | 10/1913-11/1919    | 72                 |
| Type X38                                          | SK8E   | 6350       | Giunto cardanico | Manuale a 4 marce           | 05/1922-12/1923    | 70                 |
| Type X42                                          | SK8E   | 6350       | Giunto cardanico | Manuale a 4 marce           | 01/1924-12/1924    | 32                 |
| Type X54                                          | SK8E   | 6350       | Giunto cardanico | Manuale a 4 marce           | 01/1925-07/1930    | 139                |